# Войтович, Станислав Андреевич
Станислав Андреевич Войтович (укр. Войтович Станіслав Андрійович; род. 18 сентября 1965, Казахская ССР) — украинский бизнесмен. Герой Украины (2009). Основатель и президент украинского вертикально-интегрированного холдинга «ТЕРРА ФУД».

## Биография
Родился в рабочей семье в Казахстане. Детство провёл в Василькове Киевской области, где и окончил среднюю школу.
В девяностые, во время перестройки, вместе с компаньоном запустил торговую компанию, которая занималась продажами сахара, мяса, молочных продуктов.
В 1999 году Войтович купил первую производственную площадку — Тульчинский маслосырзавод в Винницкой области, вскоре пул активов уже состоял из мясокомбинатов, сахарных и молокоперерабатывающих заводов.
В 2006 году была основана компания ТЕРРА ФУД, которая объединила под общим брендом ранее разрозненные активы, среди которых были «Тульчинский мясокомбинат», «Тульчинский маслосырзавод», «Белоцерковский молочный комбинат» и другие..
Основные направления работы компании:
- переработка цельного молока;
- выпуск сливочного масла, спредов, сыров;
- промышленное производство молочной продукции;
- мясное производство;
- растениеводство, животноводство и производство сахара.

Член попечительского совета Национального центра народной культуры «Музей Ивана Гончара».

## Награды
- Звание Герой Украины с вручением ордена Державы (19 августа 2009)
- Заслуженный работник сельского хозяйства Украины (26 июня 2006)
- Орден святого равноапостольного князя Владимира ІІ степени (УПЦ)
- Медаль «За жертвенность и любовь к Украине»[2]

За выдающиеся заслуги в развитии агропромышленного комплекса Украины, личный вклад в рост объёмов производства и переработки сельскохозяйственной продукции на основании внедрения прогрессивных технологий в 2009 году Указом Президента Украины был удостоен звания Героя Украины с вручением ордена Государства.
За весомый личный вклад в развитие аграрного комплекса Украины и возрождение украинского искусства и духовности был отмечен многими наградами: заслуженный работник сельского хозяйства Украины (2006), победитель в номинации «Аграрий года» XI общенациональной программы «Человек года» (2006), почётный гражданин города Тульчин (2011). Награждён орденом Украинской Православной Церкви Равноапостольного князя Владимира Великого ІІ степени и медалью «За жертвенность и любовь к Украине».